# Fin de semana (canción)
Fin de semana es una canción de la banda de rock alternativo Zoé publicada en el año 2013 como parte de su quinto álbum de estudio Prográmaton y así como el tercer y último sencillo del álbum. Esta canción es dedicada a la madre del vocalista León Larregui (al igual que Arrullo de estrellas y Andrómeda). El vídeo oficial de la canción fue lanzado en el canal de la banda en YouTube el 23 de agosto de 2014.

## Historia
Esta canción también fue dedicada a la madre de Larregui María, quien recibió una llamada de su hermana mientras grababa el álbum Prográmaton desde Texas, y le comunicó que su mamá estaba muy enferma y que había contraído  Cáncer de páncreas a finales de 2012 y moriría en junio de 2013, justo un día antes de morir León Larregui le cantó la canción de Arrullo de Estrellas en el hospital.
León acababa de terminar su disco de solista Solstis en Francia, cuando se enteró de que su mamá padecía un cáncer bastante avanzado y, por lo tanto, incurable. Eso provocó que la grabación de Prográmaton se tornara difícil, complicada y, sobre todo, dolorosa para el vocalista.

## Lista de canciones

### Descarga digital[6]
|     |                                             |          |  |  |  |  |  |  |  |  |
| N.º | Título                                      | Duración |  |  |  |  |  |  |  |  |
| 1.  | «Fin de semana»                             | 3:11     |  |  |  |  |  |  |  |  |
| 2.  | «S.O.S.»                                    | 5:14     |  |  |  |  |  |  |  |  |
| 3.  | «Arrullo de Estrellas (Sánchez Dub Rework)» | 7:12     |  |  |  |  |  |  |  |  |

## Otras versiones
Esta canción tiene 3 versiones distintas la primera en el Bonus Track de Prográmaton en el Doble Vinil con un Rework de Sánchez Dud, en el 8.11.14 en vivo desde el Foro Sol ante 55 mil personas y el álbum Reversiones con una versión con cantante Alejandro Fernández publicando el 5 de marzo de 2020.

## Personal
- León Larregui - voz líder.
- Ángel Mosqueda - Bajo, guitarra acústica, Glockenspiel.
- Jesús Báez - Teclado.
- Rodrigo Guardiola - Batería.
- Sergio Acosta - guitarra eléctrica, Ukelele.
- Belly Dorian - Teclado.